# Naissance en 1210
Naissance
- 1206
- 1207
- 1208
- 1209
- 1210
- 1211
- 1212
- 1213
- 1214

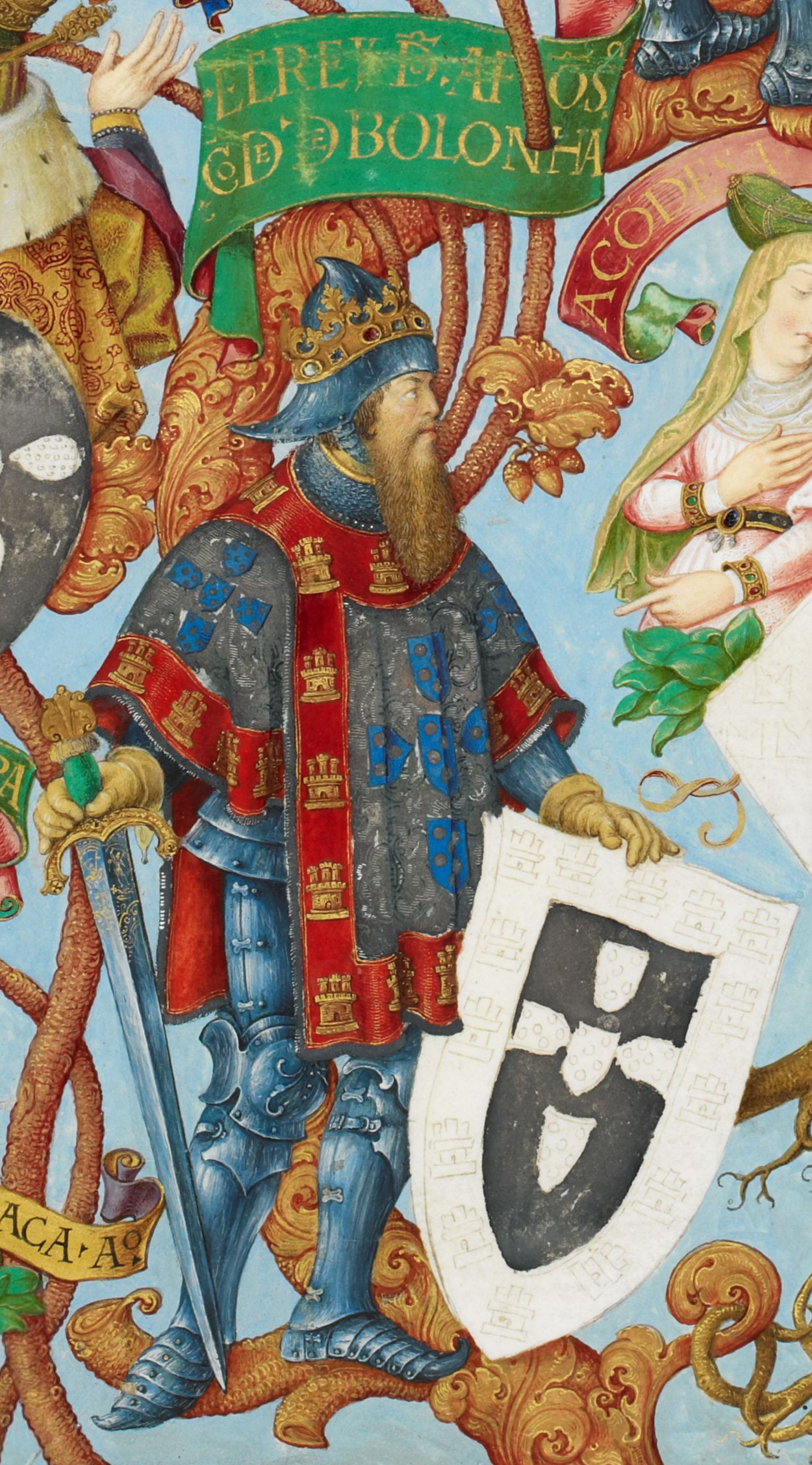
Alphonse III, né en 1210.

Cette page dresse une liste de personnalités nées au cours de l'année 1210 :
- 5 mai : Alphonse III, roi de Portugal et des Algarves.
- 24  juin : Florent IV de Hollande, comte de Hollande.

- Birger Jarl, de son nom complet Birger Magnusson de Bjälbo, homme d'État suédois qui a fondé la ville de Stockholm.
- Grégoire X, futur pape  (de 1271 à son décès en 1276).
- Honorius IV, futur pape (à partir du 20 mai 1285).
- Isaac ibn Latif, kabbaliste juif.
- Jeanne d'Angleterre, reine consort d'Écosse.
- Konoe Kanetsune, Kugyō,  c'est-à-dire un noble de cour japonais.
- Bianca Lancia, ou Beatrice Lancia, compagne et probablement la quatrième épouse légitime de l'empereur Frédéric II du Saint-Empire.
- Ibn Nafis, ou Ala-al-din abu Al-Hassan Ali ibn Abi-Hazm al-Qarshi al-Dimashqi,  médecin arabe qui exerça et enseigna dans les hôpitaux de Damas et du Caire.
- Philippe de Nanteuil, ou de Natoli, surnommé Le Jeune, noble français, un chevalier combattant (miles), un banquier et un poète trouvère.
- Jean de Procida,  diplomate et scientifique italien.
- Guillaume de Salicet, ou Guglielmo da Saliceto, dit aussi de Placentia ou le Placentin, moine dominicain lombard, premier grand médecin-chirurgien d'Europe occidentale à réaliser l'union intime entre médecine hippocratique et pratique chirurgicale.
- Treniota, grand-duc de Lituanie.

date incertaine (vers 1210)
- Colin Muset, trouvère lorrain ou champenois.
- Nicolas Ier de Mecklembourg-Werle, prince de Mecklembourg-Rostock et prince de Mecklembourg-Werle.
- Philippe de Remy, poète français.
- Óláfr Þórðarson, écrivain islandais.

## Crédit d'auteurs
- Cet article est partiellement ou en totalité issu de l'article intitulé « 1210 » (voir la liste des auteurs).